# غرانت غولدمان
غرانت غولدمان (بالإنجليزية: Grant Goldman)‏ (1950 - 2020)، هو شخصية تلفزيونية أسترالية مقدم ومذيع في الإذاعة والتلفزيون الأسترالي.
توفي غرانت أثناء نومه في منزله بمدينة سيدني يوم 17 يناير 2020 بعد معركة طويلة مع مرض السرطان.